# F5D (航空機)
F5D スカイランサー
飛行するF5D-1 142350 (NASA802)号機
(1971年2月撮影)
- 用途：戦闘機、実験機
- 分類：艦上戦闘機
- 設計者：エドワード・ヘンリー・ハイネマン
- 製造者：ダグラス・エアクラフト社
- 運用者

  -  アメリカ海軍（予定）
  - アメリカ航空宇宙局
- 初飛行：1956年4月21日
- 生産数：4機
- 退役

  - 1961年（海軍、開発中止）
  - 1970年（NASA）
- 運用状況：退役
- 原型機：F4D スカイレイ

F5D スカイランサー（Douglas F5D Skylancer ）は、アメリカ合衆国のダグラス社がアメリカ海軍向けに開発した試作艦上戦闘機。F4Dスカイレイ戦闘機の改良型であったが量産されなかった。
愛称の「スカイランサー (英: Skylancer) 」は、空の槍騎兵の意である。

## 概要
ダグラス社の前作であるF4Dスカイレイ戦闘機の改良型。競作のような関係のF-8クルセイダーがより優れていたことから、採用はなされたが量産命令はされなかった。

## 設計
基本的な外形はF4Dと同じく、丸みを帯びたデルタ翼を持つ機体であるが、機体は大型化され、各所が改良されている。全長が3m近く大きくなっているほか、エリアルールの採用や、主翼厚の減少、垂直尾翼の拡大などが行われている。キャノピーや機首形状もより鋭角的になった。その他、搭載ミサイル数の増大、燃料容量の拡大に伴う航続距離の延伸、新型レーダーやFCSの搭載も行われている。エンジンはF4D-1と同じくP&W J57-P-8ターボジェットエンジンを搭載したが、量産型ではP&W J57-P-14エンジンの搭載が予定され、より強力なGE J79エンジンを搭載する計画もあった。

## 開発・運用
F4D-1戦闘機は、高速性能が優秀であったものの、全天候性能や航続性に欠けていた。そのため、1953年に改良型として、F4D-1を大型化したF4D-2Nがダグラス社より提案され、開発が開始されることとなった。名称は間もなくF4Dと大幅に違いが出てきたことからXF5D-1に変更となった。
1956年4月21日に初飛行し、超音速飛行を行った。初飛行以前に、試作機2機のほか、先行量産型9機・量産型51機の発注が行われたが、試作機2機と先行量産型2機が完成したところで、F-8クルセイダーの採用により、採用はなされたが量産命令は取り消された。
F5Dはその後、アメリカ航空宇宙局(NASA)での試験に供されることとなった。NASAは機体を1961年までに、墜落して失われた2機を除く2機を取得した。BuNo. 139208号機がNASA 212（後にNASA 708と改称）、BuNo. 142350号機がNASA 213（後にNASA 802と改称）と改称されて飛行試験に運用された。超音速輸送機の開発・研究に用いたほか、飛行特性が似ていたことからX-20（ダイナソア）計画の訓練にも用いられた。1963年のダイナソア計画の中止後も、これらはシミュレーターやチェイス機など各種用途に1970年まで使われた。ニール・アームストロングがダイナソア計画中に搭乗したことがあることから、現在は1機がニール・アームストロング航空宇宙博物館に展示されている。

## 諸元

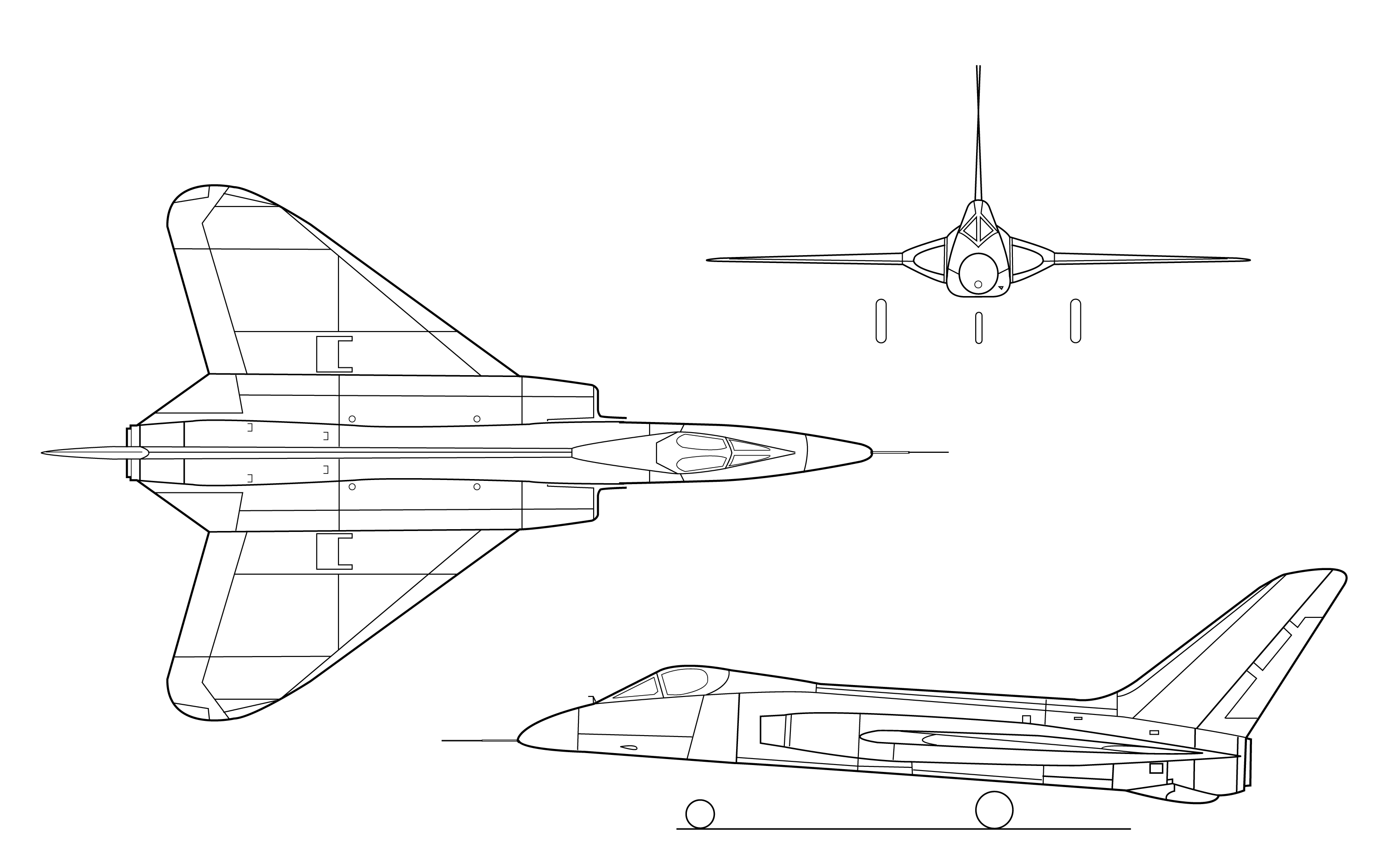
F5D-1 三面図

| 制式名称 | F5D-1 |
| 試作名称 | XF5D-1                                                                                                   |
| -------- | --- |
| 全幅     | 16.4m |
| 全長     | 10.2m |
| 全高     | 4.5m |
| 翼面積   | 52m2 |
| 翼面荷重 | 213.2kg/m2                                                                                               |
| 自重     | 7,912kg                                                                                                  |
| 最大重量 | 11,088kg                                                                                                 |
| 発動機   | R-3350-24プラット & ウィトニー J57-P-8 ターボジェット 1基                                                |
| 最高速度 | 1,590km/h                                                                                                |
| 上昇限度 | 17,500m                                                                                                  |
| 上昇力   | 5,000mまで約47分40秒                                                                                     |
| 航続距離 | 2,148km                                                                                                  |
| レーダー | X-24A |
| 武装     | 胴体 コルトMk.12 20mm機関砲 4門（携行弾数不明） 翼下 AIM-9 サイドワインダー 4発ないし AIM-7 スパロー 2発 |
| 爆装     | 72 &times 51mmロケット                                                                                   |
| 生産数   | 4機 |

## 現存する機体
アメリカ国内に2機が現存している。
| 型名  | Bu番号 | NASA番号 | 機体写真 | 所有者                                 | 公開状況 | 状態     | 備考 |
| ----- | ------ | -------- | -------- | -------------------------------------- | -------- | -------- | ---- |
| F5D-1 | 139208 | NASA708  | 写真     | エヴァーグリーン航空宇宙博物館         | 公開     | 静態展示 |      |
| F5D-1 | 142350 | NASA802  |          | ニール・アームストロング航空宇宙博物館 | 公開     | 静態展示 |      |